# 클라인 마터호른
클라인 마터호른(Klein Matterhorn, 때로는 작은 마터호른으로 번역됨)은 스위스 발레주 페나인 알프스의 봉우리로 체르마트가 내려다보인다. 해발 3,883m에 있는 이곳은 유럽에서 가장 높은 곳으로 공중 트램웨이나 곤돌라 리프트는 물론 다른 교통수단으로도 도달할 수 있다. 클라인 마터호른은 브라이트호른 대산괴의 일부이며, 남쪽에서 같은 이름의 브라이트호른 고원이 거의 동일하게 높은 평평한 빙하를 내려다보고 있다. 이탈리아와의 국경 바로 북쪽에 있다. ‘클라인 마터호른’이라는 이름은 테오둘 고개를 가로질러 7km 떨어진 훨씬 더 큰 이웃인 마터호른에서 따온 것이다.
약간 더 높은 고바 디 롤린(Gobba di Rollin)에 인접한 스키 리프트가 있는 클라인 마터호른은 “마터호른 빙하 파라다이스”로 판매되는 연중 내내 운영되는 스키 지역이며, 체르마트와 브로이유-세르비나 사이의 국제 스키 지역의 일부이다.

## 클라인 마터호른 케이블카 건설
건축 허가 신청서가 제출되기 전에도 건축 발기인은 스위스 알파인 클럽 및 스위스 자연 보호 협회와 협상해야 했다. 이러한 논의를 통해 두 개의 대규모 자연 보호 구역(‘마터호른’ 지역과 ‘몬테로사’ 지역)이 생겼다. 세 번째 지역(“슈바르츠호 - 테오둘 빙하 -클라인 마터호른” 지역)은 관광 지역으로 지정되었다.

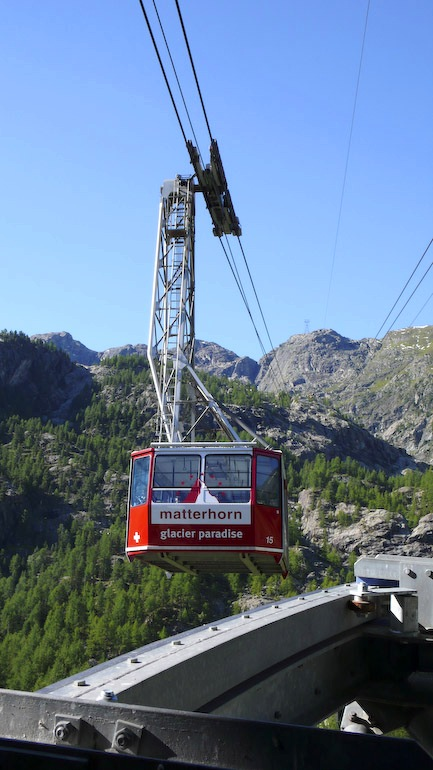
푸리와 트로케너 슈테크 사이의 케이블카. 클라인 마터호른은 여기서 보이지 않는다

1969년까지 체르마트 시민들이 발레주 관리 위원회에 불만을 제기하면서 면허가 더 지연되었다. 1970년 12월 스위스 정부는 마침내 케이블카를 허가했지만, 환경운동가들의 반대로 1973년까지 진행이 더 늦어졌다. 결국 1973년 12월 17일 연방 의회는 이의를 거부하고 건설 허가를 받았다.
다음 주요 장애물은 리프트 시스템을 구축하기 위해 인력을 모집하는 것으로 판명되었다. 해발 3,000~4,000m(9,843~13,123피트)의 고도에서 근로자 생산성은 정상 수준에 비해 최대 50%까지 감소하고 근로자는 캠프 내에서 몇 주 동안 살아야 한다.
이 케이블카의 건설은 1976년 8월 계곡 터미널, 3개의 타워 사이트 및 산악 터미널의 3개 건설 현장에서 모두 시작되었다. 산악 터미널을 만드는 것은 어려운 작업이었다. 약 2,000㎥의 콘크리트가 산악 역에서 사용되었으며, 이 모든 콘크리트는 따뜻한 물과 2% 부동액이 혼합된 특수 절연 탱크에서 헬리콥터로 그곳으로 운송되어야 했다. 해발 3,820m의 높은 산악 지형에 있는 작업 현장의 기상 조건은 극단적이었다. 온도는 영하 40도로 떨어졌고, 시속 100km/h의 강풍이 불어닥쳤다.
1977년 여름에 총 길이 35.8km, 무게 300톤(295 장톤, 331 단톤)에 달하는 트랙, 핸드 및 카운터 케이블을 슈바이그마텐에서 트로케너 슈테크까지 끌어올린 대규모 작업이었다. 거의 1,000m의 수직 고도로 3,600m의 거리를 커버하고 릴에 케이블을 되감는 데 몇 주가 걸렸다.
1978년 12월 4개의 선로 케이블이 모두 설치되어 1979년 봄까지 나머지 작업이 모두 완료되었다. 1979년 가을에는 100명의 승객 객실은 테시 마을에서 계곡 터미널로 날아갔으며, 행거 프레임에 부착된 객차는 선로 케이블로 들어올려졌다. 겨울철이 시작되는 12월 23일부터 운항을 시작했다. 케이블카는 스위스 베른의 폰롤(Von Roll LTD)에서 제작했다.

## 운행

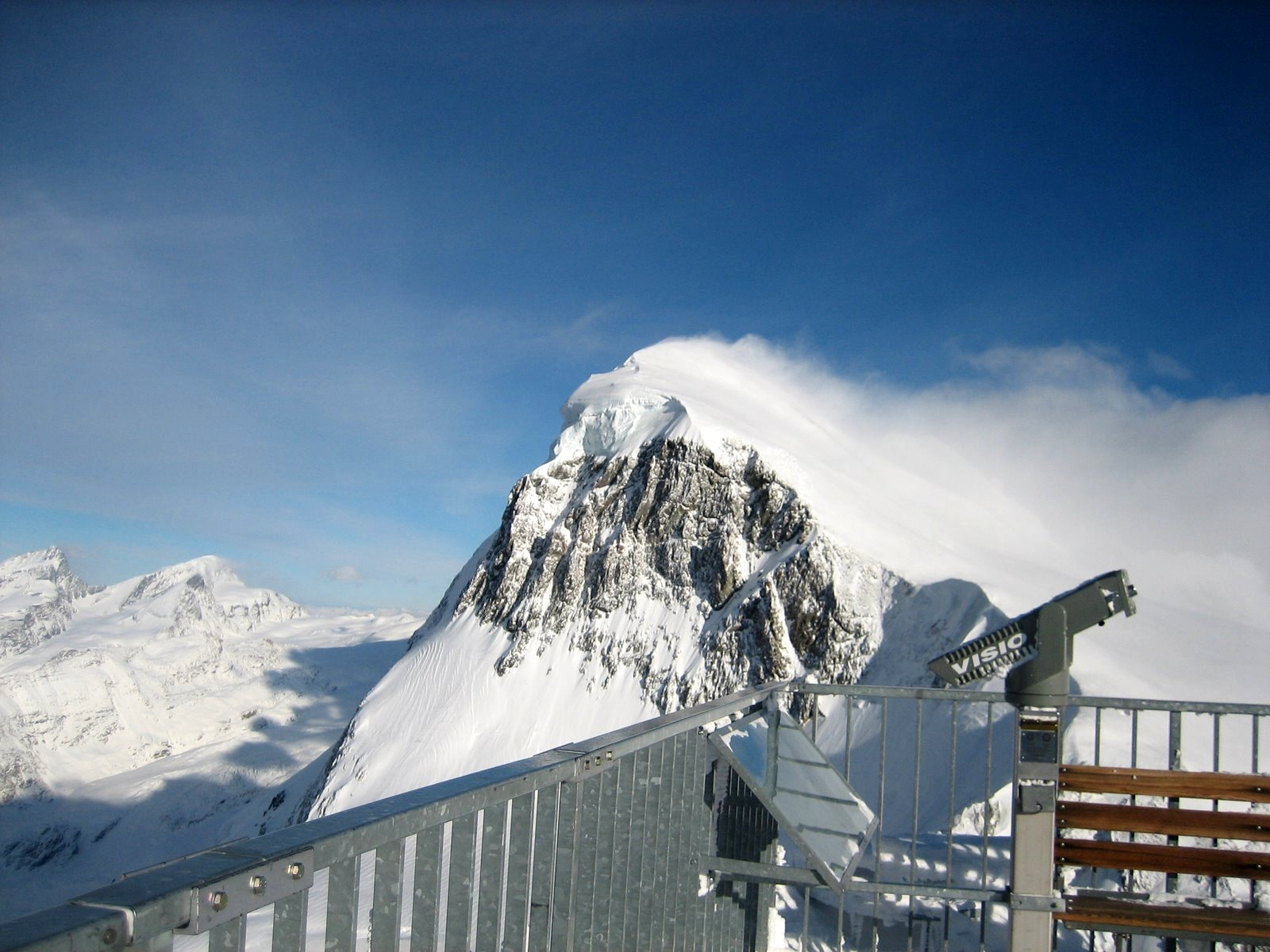
정상에서 브라이트호른을 향해 바라본 풍경

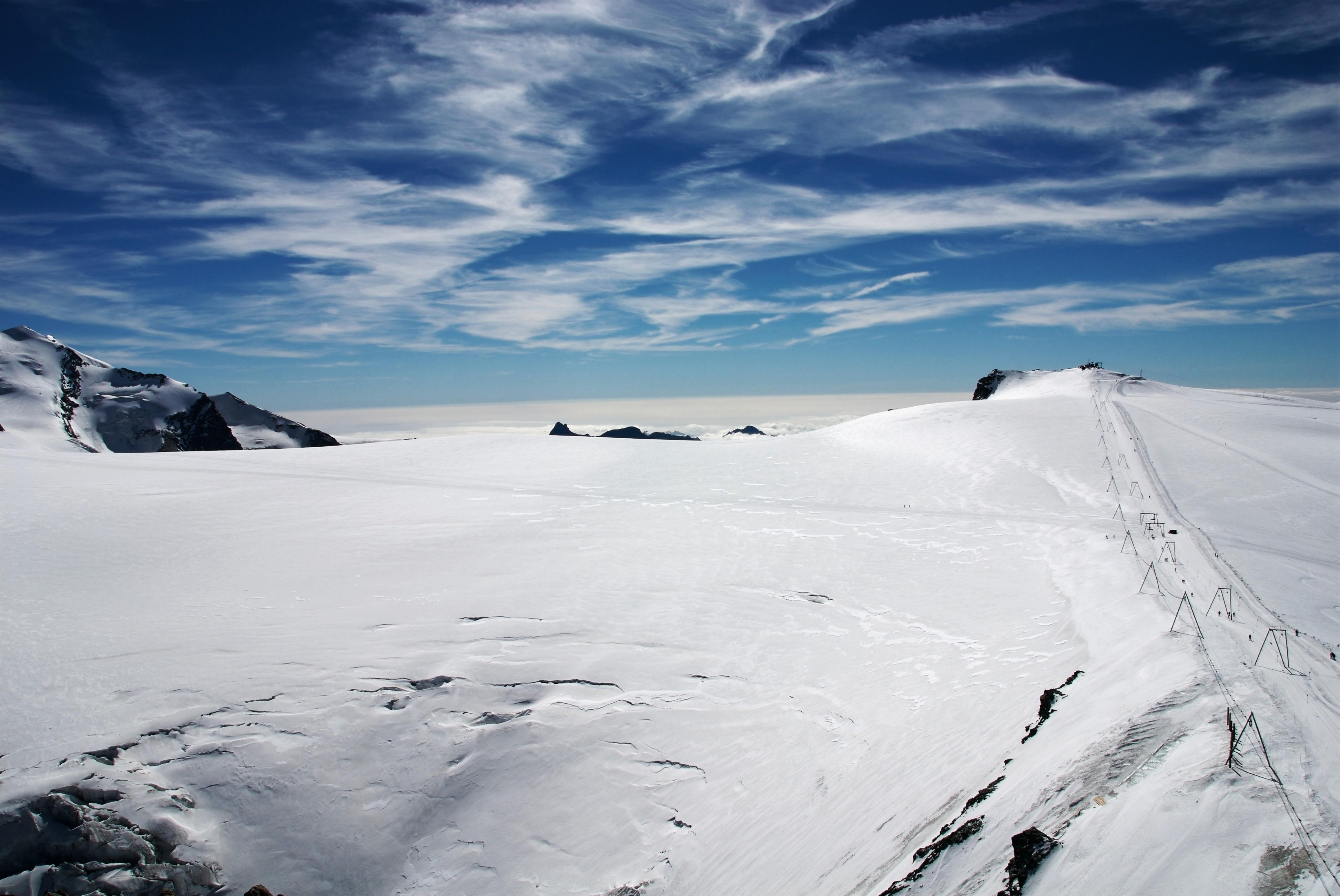
정상에서 스키장(브레이트호른 고원)을 향해 바라보는 전망

클라인 마터호른은 체르마트에서 푸리와 트로케너 슈테그를 경유하는 다단계 케이블카 여행의 끝에 있다. 마지막 역은 봉우리 북쪽의 3,820미터 높이에 있다. 터널은 남쪽의 브라이트호른 고원과 연결한다. 터널 중간에 위치한 엘리베이터로 도달할 수 있는 정상에는 탁 트인 전망 플랫폼도 있다. 그런 다음 10m의 계단을 올라야 한다. 얼음 동굴("Glacier Grotto")은 남쪽 입구 바로 바깥에 있으며, 아래 빙하를 볼 수 있다. 2005년 현재 완공 이후 1,400만 명 이상의 승객이 방문했으며, 이는 연간 평균 560,000명이다. 객차는 2005년에 개조되었다.
역은 고산지대이기 때문에 육체적인 노력과 주의가 필요하다. 3,000미터 이상의 높이로 빠르게 오르면 민감한 사람들에게 두통이나 기타 고산병 증상이 자주 나타난다. 가능하면 시간을 내어 클라인 마터호른으로 가는 길에 적응해야 하며, 올라가는 길에 이것에 대한 많은 경고를 볼 수 있다.
리프트는 유럽에서 가장 크고 가장 높은 여름 스키장을 운행한다. 여름철에는 여기에서 초보자뿐만 아니라 많은 전문 스키어를 찾을 수 있다. 스키 슬로프에 대한 접근은 산을 관통하는 직진 터널을 통해 이루어진다.
클라인 마터호른은 몇 시간 안에 도달할 수 있는 여러 4,000미터 정상의 출발점이다. 여기에는 브라이트호른과 그 부속 봉우리인 폴룩스(Pollux)와 카스토르(Castor)가 포함된다.

## 계획
2005년 12월 9일 이 역을 소유한 체르마트 베르크바넨 AG(ZBAG)가 클라인 마터호른의 시설을 크게 확장할 계획을 발표했다. 그들은 새로운 난방, 수도, 폐기물 및 전기 설치, 새로운 화장실, 상점 및 카페테리아, 레스토랑, 산장(침대 40개, SAC(슈바이처 알펜-클럽 스타일), 글레처 플라스트(얼음동굴)로의 지하 접근 및 2개의 케이블카를 위한 예비 공간(트로케너 슈테크(3중 케이블 곤돌라)에서 하나와 테스타 그리기아(2중 케이블카)에서 하나. 독일 언론의 언론 발표에 따르면 추가로 개인 투자자(하인츠 율렌)가 호텔 아이디어를 시작했다.
2006년 7월 이 건설의 우승 디자인은 유리 피라미드로 구성되며, 외부 벽에 스카이 리프트가 있는 전망대가 있는 4,000미터로 구성되어 승객을 ‘새로운 정상’으로 안내한다고 발표했다. 체르마트 산악 케이블카는 “알프스의 최신 4,000m 이상의 봉우리”로 건설을 홍보하려는 의도로 보인다.